# レスラ
レスラ (Cercopithecus lomamiensis) は、哺乳綱霊長目オナガザル科オナガザル属に分類される霊長類。

## 分布
コンゴ民主共和国（Lomami川西岸からTshuapa川東岸にかけてのLomami盆地）
模式標本の産地（基準産地・タイプ産地・模式産地）はLomami川西岸。

## 形態
頭胴長（体長）オス47 - 65センチメートル、メス（亜成獣）40 - 42センチメートル。体重オス4 - 7.1キログラム、メス（亜成獣）3.5 - 4キログラム。体型は華奢で、胴は長い。胸部や腹部・四肢・尾は黒い。
顔に体毛がなく、ピンクがかった灰色や褐色の皮膚が裸出する。オスの陰嚢や会陰は明青色（死亡すると乾燥して白くなる）。

## 分類
2007年にコンゴ民主共和国のOpalaで飼育されていた未知の霊長類のメスの幼獣が発見され、現地ではLesulaと呼称されていた。分子系統推定ではフクロウグエノンCercopithecus hamlyniと単系統群を形成するという解析結果が得られている。フクロウグエノンとは2,800,000 - 1,700,000年前に分岐したと推定されている。

## 生態
多湿な常緑樹林に生息するが、混交林などでもみられる。
植物の葉や花芽・果実（他の霊長類が落としたものも含む）などを食べた例がある。カンムリクマタカが飛び去ったあとに樹上で負傷した本種の亜成獣（後に死亡）が発見された例があり、捕食されている可能性もある。

## 人間との関係
農地開発による生息地の破壊、食用の狩猟などにより生息数は減少していると考えられている。1977年に、霊長目単位でワシントン条約附属書IIに掲載されている。
日本では2020年の時点でケルコピテクス属（オナガザル属）単位で特定動物に指定されており、2019年6月には愛玩目的での飼育が禁止された（2020年6月に施行）。

## 画像

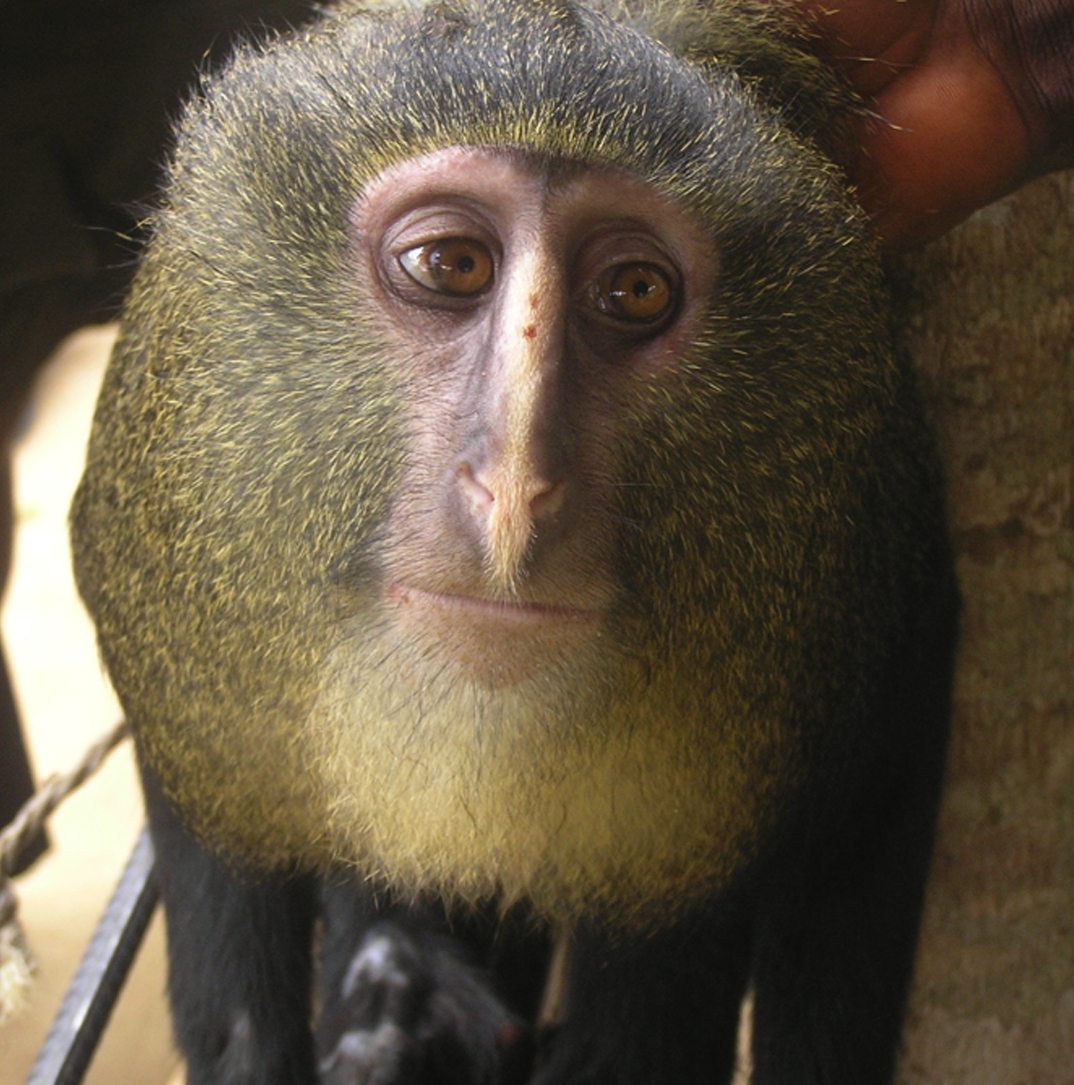
頭部（オス成獣）